# Schloss Ellley
Schloss Ellley (lettisch Elejas muiža im lettischen Eleja) ist heute eine Ruine.

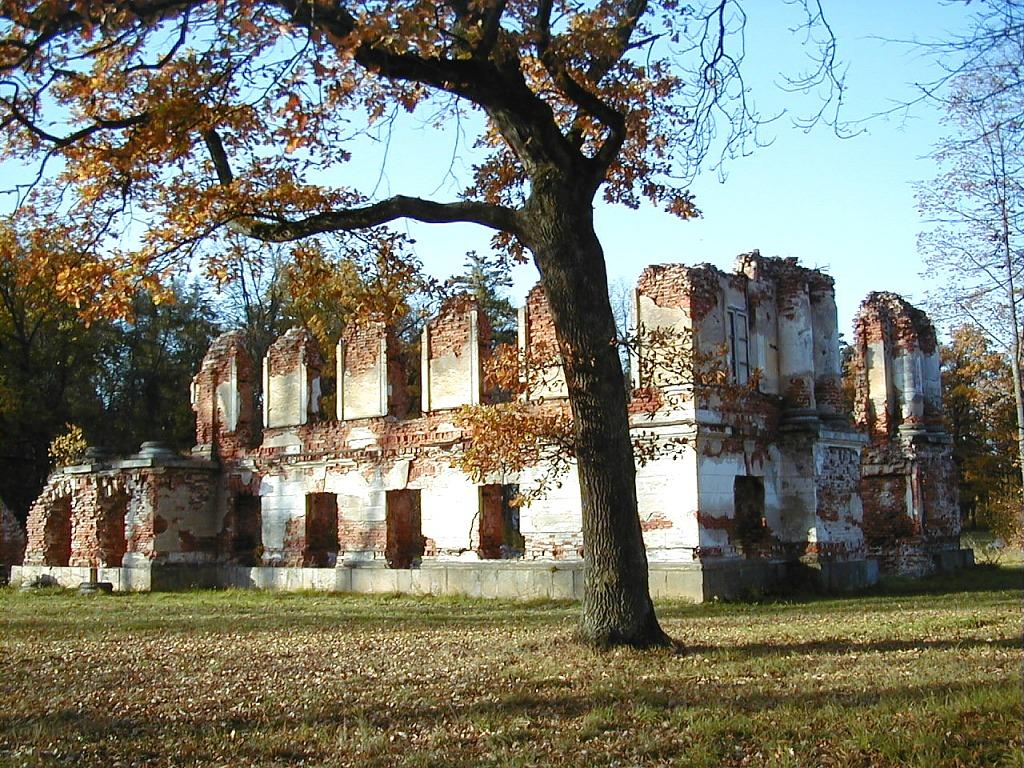
Ruine des Schlosses

## Geschichte
Das Gut war bis 1716 in Besitz der Tiesenhausen. Danach waren die von Behr Besitzer, und 1753 verkauften diese an Johann Friedrich von Medem. Christoph Johann Friedrich Reichsgraf Medem ließ Anfang des 19. Jh. Entwürfe für einen Neubau durch den Petersburger Architekten Quarenghi anfertigen und durch Berlitz umsetzen. Bis 1910 war die Anlage mit englischem Garten vollendet. Das benachbarte alte Herrenhaus wurde nach 1913 zu einem Theater umgebaut.
Das Schloss wurde 1915 durch russische Soldaten in Brand gesteckt und nicht wieder aufgebaut.

## Bauwerk
Das neue Schloss bildet mit dem Herrenhaus und einem Speichergebäude einen rechteckigen Innenhof. Das Schloss hatte einen beeindruckenden zweigeschossigen halbrunden Saal mit Kuppel und ausladenden Portikus. Die Zufahrt wurde durch zwei Sphingen geschmückt, die beschädigt noch heute erhalten sind. Von dem Schlossensemble ist das Verwalterhaus bis heute erhalten.

## Nachweise
1. ↑  Agnese Bergholde-Wolf: Adeliges Leben im Baltikum / The Life of the Baltic Nobility: Herrenhäuser in Estland und Lettland / Manor Houses in Estonia and Latvia. Hrsg.: Claudia Tutsch, Deutsches Kulturforum östliches Europa. 2. Auflage. 2020, ISBN 978-3-936168-87-7.
2. ↑  Elley, Ellei - ElEja, Kurland, Lettland. Abgerufen am 16. Juni 2025.

Koordinaten: 56° 25′ 25″ N, 23° 42′ 3″ O